# Farkas Márta
Farkas Márta (Debrecen, 1958. március 13.-), fotómodell, modell, manöken, 1979-ben az Év manökenje verseny második helyezettje volt.

## Élete
Érettségi után ismerőse javaslatára kezdett modellkedni. Farkas Márta a BSE NB I-es csapatának játékosa volt, kosárlabdázott. Választani kellett a két pálya között és ő a kifutót választotta.
Sminkelni kolléganőjétől, Lantos Piroskatól tanult, majd 1978-ban elvégezte az Állami Artistaképző Intézet manöken-tanfolyamát, ahol manöken-fotómodell oklevelet szerzett, és sminkóra is volt. (A 80-as években a manökenek sminkelték magukat, sminkesük ritkán volt.)
1979-ben az olvasók szavazatai alapján az Év manökenje verseny második helyezettje lett, Sütő Enikő mellett.
Szinte azonnal felkéréseket kapott divatbemutatókra. Számos újságban láthattuk, folyamatosan szerepelt a címlapokon, az Ez a Divat magazinban is megjelentek a fotói, de gyakran tűnt fel az Ország-világ és a Nők Lapja címlapján is. Divatbemutatókon részt vett Magyarországon, és külföldön is.
A Magyar Divat Intézet (MDI) manökenje volt. Különböző magyar kollekciót mutatott be külföldön is. Férje Lajkó István manöken.
Fotósai voltak többek közt: Rózsavölgyi Gyöngyi, Lengyel Miklós, és Módos Gábor és Bakos István fotóművészek.